# 布赫貝格山 (弗里茨勒山)
47°24′26″N 13°14′49″E / 47.407231°N 13.246821°E
布赫貝格山（德語：Buchberg），是奧地利的山峰，位於該國中部，由薩爾茨堡州負責管轄，屬於薩爾斯堡板岩阿爾卑斯山脈的一部分，距離布賴特峰0.7公里，海拔高度1,154米，每年平均降雨量2,176毫米。